# Mozilla Firefox 3
O Mozilla Firefox 3 é uma das versões do navegador de web Mozilla Firefox, sendo lançado oficialmente em 17 de junho de 2008 pela Mozilla Corporation.
O Firefox 3 usa a versão 1.9 do motor de layout Gecko para exibir páginas da web. A nova versão corrige muitos defeitos, melhoramento no sistema padrão, e implementa a nova web API, em comparação com o Mozilla Firefox 2.0. Outras novas funcionalidades estão disponíveis, como uma melhora no gerenciamento de download, uma novo "local" para o sistema de armazenamento dos favoritos e o histórico, e novos "temas" para diferentes sistemas operacionais.
O Mozilla Firefox 3 teve 5,67% de utilização em comparação aos outros navegadores até julho de 2008, e teve mais de 8 milhões de downloads no dia em que foi lançado, sendo considerado um recorde no Guinness World Records. Nenhum dos outros navegadores feitos pela Mozilla Corporation chegou perto pela quantidade de idiomas que estão disponíveis no Firefox 3. As estimativas atuais da utilização do navegador são, geralmente, de 20 a 30%.

## Desenvolvimento
O nome de desenvolvimento para o Mozilla Firefox 3.0 foi batizado de Gran Paradiso. O "Gran Paradiso" foi escolhido, pois também foi usado em outros projetos feitos anteriormente pela Mozilla, sendo um nome de um lugar efetivo; neste caso, é a sétima montanha mais alta do Graian Alps.
A Fundação Mozilla lançou a primeira versão beta em 19 de novembro de 2007, a segunda versão beta em 18 de dezembro de 2007, a versão beta número 3 em 12 de fevereiro de 2008, a quarta versão beta em 10 de março de 2008, e a última e quinta versão beta em 2 de abril de 2008. A primeira versão definitiva foi lançada em 16 de maio de 2008, tendo a sua segunda versão definitiva em 4 de junho de 2008 seguindo a versão número 3 (apenas foi lançada para corrigir um grave erro para os usuário do Mac), em 11 de junho de 2008. A Mozilla lançou a sua versão final em 17 de junho de 2008, sendo considerando um grande destaque.

### Versão 3.5
A versão 3.5 do Mozilla Firefox 3.0 foi finalmente lançada no final de junho de 2009, após várias complicações e teste de lançamentos no ano anterior.

## Mudanças e recursos

### Mudanças Frontend

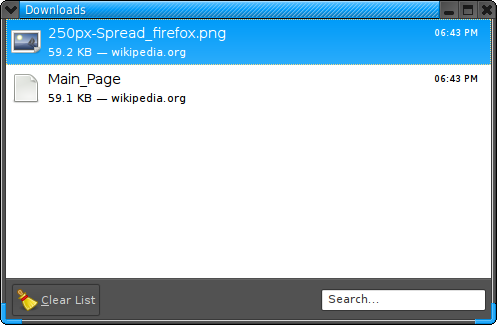
Novo modelo de downloads feitos no Firefox 3.

Quanto as mudaças Frontend, o Firefox possui um gerenciador de download reformulado com capacidade de retomar os downloads feitos. Além disso, um novo plugin está incluso e novas extensões podem ser instaladas com um gestor de pacotes. Microformatos são suportados para a utilização de um software que possa compreender a sua utilização em documentos para armazenar dados em um formato de leitura óptica.
A senha gerente no Firefox 3 solicita ao usuário se ele gostaria que fosse lembrado a senha após a tentativa de login. Ao fazer isso os usuários são capazes de evitar de armazenar uma senha incorreta no login.
A versão para o Mac do  Firefox 3 suporta notificações da Growl, o OS X possui um corretor ortográfico.

### Temas
Para dar ao navegador um visual mais parecidos em diferentes sistemas operacionais, o Firefox 3 usa temas distintos para o Mac OS X, Linux, Windows XP e Windows Vista. Quando executado no GNOME, o Firefox 3 exibe ícones do ambiente de trabalho; assim, se há alguma mudança na área de trabalho, o Firefoz segue-as. ícones adicionais também foram feitos para serem usados quando não existe um ícone apropriado; estas orientações foram feitas pela Tango Desktop Project.
Os ícones padrões e os ícones de layout para o Firefox 3 também mudaram drasticamente, tendo diferantes estilos e formas para os sitemas operacionais. Cada um com a sua forma de agrupamento, que pode ser mudada pela preferência do usuário que estiver usando.

## Uso do Mozilla Firefox 3
A NetApplications informou que o uso do Firefox 3 beta aumentou rapidamente para 0,62% em maio de 2008. Sendo interpretado no sentido de que os betas do Firefox 3 eram estáveis e que os usuários estavam utilizando-o como seu navegador principal. Dentro de 24 horas após o lançamento oficial da versão final do Firefox 3.0, o uso aumentou de menos de 1% a mais de 3%, segundo a NetApplications.

### Guinness World Record

Mapa mostrando o número de downloads do Firefox 3

A data oficial do lançamento do Firefox 3 foi em 17 de junho de 2008, chamada de "Download Day 2008". O lançamento do Firefox foi com o objetivo de registrar o maior número de downloads de um software em 24 horas.